# Електрометар
Електрометар je мерни инструмент који показује присуство и количину наелектрисања неког тела, тј. мери степен наелектрисаности тела. Постоје различите врсте електрометра, од историјских електроскопа са баждареном скалом прављених ручно, до електронских електрометара високе прецизности.
Интересантно је да је електрометар заправо кондензатор са скалом и зато је помоћу сваког електрометра могуће мерити не само наелектрисање, већ и напон.

## Наелектрисање
Установљено је гледиште да су сва тела у нормалном стању електрични неутрална, а да се она могу наелектрисати трењем или другим поступком, тако да се јавља једна или друга врста електрицитета. Конвенционално је усвојено да електрицитет који се добије кад се стаклена шипка протрља свиленом тканином назове позитиван електрицитет, а негативним електрицитетом супротна врста. која се добије кад се штап од ебонита протрља крзном. Пошто је утврђено да се неко неутрално тело може наелектрисати ако се додирне телом које је већ наелектрисано, тј. да електрицитет може прелезити са тела на тело, у почетку развоја науке о електрицитету сматрало се да је електрицитет нека врста флуида која прелази са тела на тело. Поред ових, установљена је и чињеница да електрицитет пролази кроз нека тела. Међу њима на првом месту спадају метали, док је код других тела пролаз електрицитета незнатан. Тела попут метала су названа проводници, а друга изолатори.
Када се позитивно наелектрисана шипка принесе довољно близу електроскопа, долази до прерасподеле наелектрисања и листићи електроскопа, наелектрисани истоименим наелектрисањем, одбијају се. Када шипка додирне електроскоп, електрони са кугле електроскопа прелазе на шипку привучени њеним вишком позитивних наелектрисања, и неутралишу га. Уклањањем шипке, електроскоп има мањак електрона, односно, позитивно је наелектрисан. Код наелектрисавања додиром, електрони који се налазе уз површину једног материјала, прелазе на други.

## Класичне врсте електрометара
Класични електрометар се састоји од металног кућишта пречника око 20 cm (као на слици) које је са једне стране затворено стаклом како би се спречио улаз прашине. У кућишту се налази казаљка и мерна скала. Казаљка је преко изолатора повезана са електродом која се налази ван кућишта. Сталак на ком се кућиште налази је уземљен. Ако се електроди изнад кућишта, приближимо наелектрисано тело, казаљка на мерној скали ће се померити због деловања електростатских одбојних сила међу наелектрисањима која су распоређена на казаљци и носачу казаљке. У зависности од количине наелектрисања, мења се отклон. Скала није линеарна.
- Електроскопи са златним листићима

Електроскоп са златним листићима представља најстарији мерни инструмент. Још и данас се користи у настави физике за демонстрацију принципа електростатике. Електроскоп са златним листићима се састоји од две електроде. Спољашња електрода је метално кућиште са прозором, а унутрашња је централна метална електрода на чијем се доњем крају налазе 2 златна или алуминијумска листића, а на горњем крају је плоча или куглица. Када наелектрисани предмет додирне шипку електроскопа, део наелектрисања прелази на шипку и она се наелектрише наелектрисањем истог знака. Преко шипке се наелектришу и листићи, а пошто су тада истоимено наелектрисани, појављује се одбијајућа електрична Кулонова сила међу њима и они се размичу. Ако се кућиште у ком се листићи налазе заклони стаклом и евакуише, померање листића неће спречавати ваздушни отпор и кад се постави баждарена скала у такав уређај, он ће моћи да се користи за мерење интензитета наелектрисаности листића, а тиме и почетног наелектрисаног предмета. Описани уређај који нема скалу је електроскоп.
- Одбијајући електрометри

Ова врста електрометра се базира на истом принципу као и електроскоп са златним листићима. Разлика је у томе што одбијајући електрометар користи и торзиону вагу и има већу осетљивост на наелектрисање.
- Привлачећи електрометри

Привлачећи електрометри су високоосетљиви електрометри који мере привлачење наелектрисаних дискова. Прву верзију привлачећег електрометра је унапредио Лорд Келвин.
- Квадратни електрометри

Изумитељ квадратних електрометара је, такође, Лорд Келвин. У прављењу оваквих електрометара, он се ослонио на претпоставке Вилијама Томсона. Први квадратни електрометар је конструисан 1867. године. Квадратни електрометри су најосетљивији од свих механичких уређаја за мерење степена наелектрисаности тела.
Он се и по изгледу разликује од пређашњих електрометара. Унутар четвороугаоне месингане кутије, на торзионој ваги је висио танак слој алуминијума. Свака квадратна четвртина кутије је електрично повезана са дијагонално супротном четвртином кутије.
На овакав механизам се ослонио Фарадеј при прављењу своје апаратуре познате као Фарадејев кавез. Фарадејев кавез представља простор ограничен неким проводљивим материјалом или мрежом направљеном од таквог материјала који има особину да блокира спољашње статичко електрично поље. Електрицитет у проводнику не постоји у унутрашњости проводника. Разлог ове појаве је чињеница да се електрицитет распоређује по површини на начин који поништава електрично поље у унутрашњости.

## Модерне врсте електрометара
Новији електрометри представљају високоосетљиве електронске волтметре. Они се, између осталог, користе у експериментима у нуклеарној физици због своје високе осетљивости.
- Електрометри од вибрирајуће трске

Електрометри од вибрирајуће трске користе електрични кондензатор између две шетајуће електроде и фиксирану улазну електроду. Како се мења растојање међу електродама, мења се и електрични капацитет, тиме и напон, па кроз коло пролази струја променљиве јачине.
- Вентилни електрометри

Електрометри са вентилима користе специјалну вакуумску цев са врло високим излазним појачањем и улазним отпором. С обзиром на могућност детекције струје врло мале јачине, с вентилима ових електрометара се мора руковати рукавицама.
- Електрометри чврстог агрегатног стања

Електрометри чврстог агрегатног стања представљају најновију врсту електрометара. Састоје се од појачала са једним или више транзистора, дисплеја и прикључцима за екстерне уређаје за мерење. Обично су мултифункционални. Мере наелектрисање, напон, отпор и струју.

## Примена
Класична примена електрометара је у медицини и то у радиотерапији укључујући и спољно зрачење и варијације доза, у интраваскуларној брахитерапији, за рендгенске прегледе и у мамографији.